# Геннінг Єнсен
Геннінг Єнсен (дан. Henning Jensen; 17 серпня 1949, Нерресуннбю — 4 грудня 2017, Ольборг) — данський футболіст, що грав на позиції нападника, зокрема за клуби «Боруссія» (Менхенгладбах) та «Реал Мадрид», а також національну збірну Данії.
Володар Кубка Німеччини. Дворазовий чемпіон Німеччини. Дворазовий чемпіон Іспанії. Чемпіон Нідерландів. Володар Кубка УЄФА.

## Клубна кар'єра
У дорослому футболі дебютував 1965 року виступами за команду клубу «Нерресуннбю» з рідного міста, в якій провів сім сезонів.
Своєю грою за цю команду привернув увагу представників тренерського штабу німецької «Боруссії» (Менхенгладбах), до складу якої приєднався 1972 року. Відіграв за менхенгладбаський клуб наступні чотири сезони своєї ігрової кар'єри. Більшість часу, проведеного у складі «Боруссії», був основним гравцем атакувальної ланки команди. У складі «Боруссії» був одним з головних бомбардирів команди, маючи середню результативність на рівні 0,35 голу за гру першості. Допоміг їй двічі поспіль виграти чемпіонат ФРН і по одному разу здобути Кубок ФРН і Кубок УЄФА.
1976 року уклав контракт з іспанським клубом «Реал Мадрид», у складі якого провів наступні три роки своєї кар'єри гравця. Граючи у складі мадридського гранда також здебільшого виходив на поле в основному складі команди. За цей час двічі виборював титул чемпіона Іспанії.
Згодом з 1979 по 1983 рік грав у складі амстердамського «Аякса» та на батьківщині за «Орхус». З «Аяксом» додав до переліку своїх трофеїв титул чемпіона Нідерландів.
Завершив професійну ігрову кар'єру у рідному «Нерресуннбю» 1984 року.
Помер 4 грудня 2017 року на 69-му році життя у Гамбурзі.

## Виступи за збірну
1972 року дебютував в офіційних матчах у складі національної збірної Данії. Протягом кар'єри у національній команді, яка тривала 9 років, провів у формі головної команди країни 21 матч, забивши 9 голів.

## Титули і досягнення
- Володар Кубка ФРН (1):

«Боруссія» (Менхенгладбах): 1972–1973
- Чемпіон ФРН (2):

«Боруссія» (Менхенгладбах): 1974–1975, 1975–1976
- Чемпіон Іспанії (2):

«Реал Мадрид»: 1977–1978, 1978–1979
- Чемпіон Нідерландів (1):

«Аякс»: 1979–1980
- Володар Кубка УЄФА (1):

«Боруссія» (Менхенгладбах): 1974–1975